# Richard Krebs (Leichtathlet)

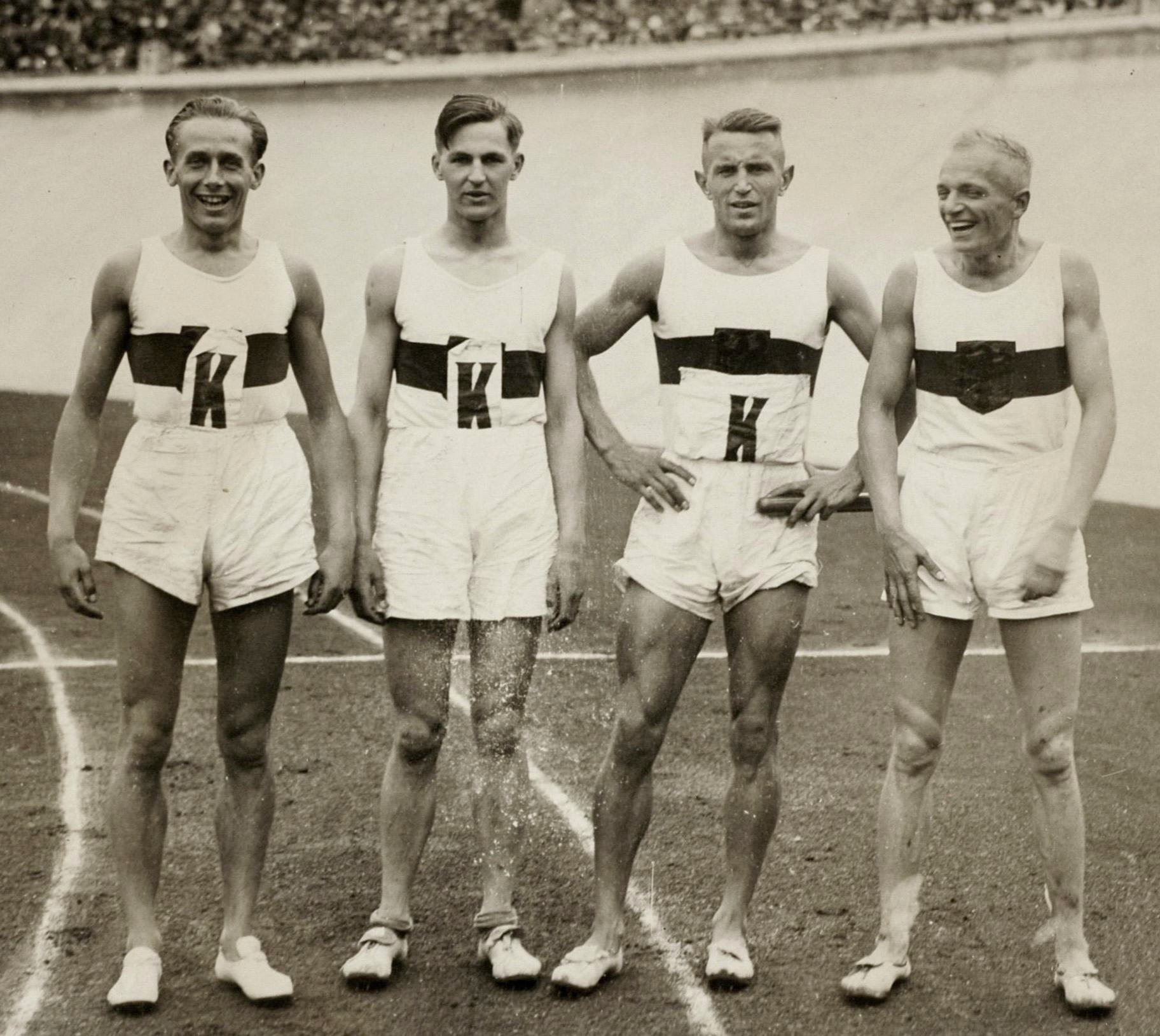
Deutsche Mannschaft in der 400-Meter-Staffel 1928

Richard Krebs (* 30. Juli 1906 in Hamburg; † 29. Juni 1996 ebenda) war ein deutscher Leichtathlet, der bei den Olympischen Spielen 1928 in Amsterdam eine Silbermedaille gewann, und zwar mit der deutschen 4-mal-400-Meter-Staffel (mit Otto Neumann, Werner Storz und Hermann Engelhard/Richard Krebs als dritter Läufer).
Er startete für den Hamburger SV. In seiner aktiven Zeit war er 1,80 m groß und wog 65 kg.